# Лясюк Андрій Геннадійович
Андрій Геннадійович Лясюк (біл. Андрэй Генадзевіч Лясюк; нар. 14 квітня 1983, Пінськ, Берестейська область, Білоруська РСР) — білоруський футболіст, нападник пінського «Стенлеса».

## Клубна кар'єра
Почав кар'єру у Пінську, потім грав за різні клуби. Найбільше проявив себе у складі могилівського «Дніпра», найкращим бомбардиром якого став у сезоні 2009 року.

### «Німан»
У березні 2012 року підписав контракт із гродненським «Німаном». Розпочинав сезон 2012 року на лаві запасних, але пізніше став основним нападником «Німану», витіснивши Ігоря Кривобока. Особливо проиявив себе наприкінці сезону, коли забив 5 м'ячів у 5 останніх матчах, що дозволило «Німану» зайняти підсумкове п'яте місце.
У січні 2013 року уклав новий контракт із «Німаном». Сезон 2013 року починав здебільшого нападаючим, але у травні був витіснений Мілошем Лачними. Після того, як Лачні в липні 2013 року залишив «Німан», Лясюк повернувся в основу, але вже в серпні отримав травму, через яку вибув до кінця сезону. У листопаді 2013 року розірвав угоду з «Неманом».

### Хвиля
У березні 2014 року, оговтавшись від травми, вирушив на перегляд до пінської «Хвилі». 1 квітня 2014 року уклав договір з пінчанами. У складі «Хвилі» став основним нападником та стабільно визначався голами, що дозволило незабаром очолити список бомбардирів Першої ліги. У липні 2014 року вирушив на перегляд в узбецький «Навбахор», але не підійшов цьому клубу. Після повернення до Білорусі відмовився надалі виступати за «Хвилю».

### «Городея»
Наприкінці липня 2014 року перейшов до «Городеї». Став основним гравцем «цукрових», за півсезону зіграв у 10 матчів та відзначився 4-ма голи, але клуб зумів посісти лише 6 місце у Першій лізі. У вересні та жовтні не грав через травму.
У січні 2015 року продовжив контракт із «Городеєю». За підсумками сезону 2015 року допоміг команді вийти у Вищу лігу. У січні 2016 року залишив «Городею».

### Литва
У березні 2016 року проходив перегляд у «Нафтані», але сторони не домовилися про умови контракту. У підсумку в першій половині 2016 року Лясюк залишився без клубу, а в серпні став гравцем каунаського «Жальгірісу».
Після закінчення сезону 2016 року залишив каунаський клуб. У лютому 2017 року перебував у розпорядженні «Хвилі», яка запропонувала нападникові контракт, проте гравцем пінського клубу не став. В результаті, сезон 2017 року розпочав у складі клубу другого литовського дивізіону «Невежис».

### «Ліда» та «Білшина»
У січні 2018 року повернувся до Білорусі, де став гравцем «Ліди». Закріпився як стабільний гравець основи лідчан, з 8-ма голами став найкращим бомбардиром команди у вище вказаному сезоні. У січні 2019 року залишив лідський клуб.
У березні 2019 року став гравцем бобруйскої «Білшини». Став одним із основних гравців, був капітаном команди, з 12 голами був другим найкращим бомбардиром команди. Після закінчення сезону покинув клуб.
У березні 2020 року знову підписав контракт з «Лідою». Розпочав сезон на заміні, але швидко зарекомендував себе в стартовому складі.

### «Стенлес»
У березні 2021 року став гравцем пінського «Стенлеса».

## Статистика виступів
| Сезон    | Дивізіон | Клуб                | Країна   | Матчі | Голи |
| -------- | -------- | ------------------- | -------- | ----- | ---- |
| 2001     | Д1       | «Динамо» (Берестя)  | Білорусь | 2     | 0    |
| 2002     | Д1       | «Динамо» (Берестя)  | Білорусь | 5     | 1    |
| 2003     | Д1       | «Динамо» (Берестя)  | Білорусь | 25    | 3    |
| 2004 (1) | Д1       | «Динамо» (Берестя)  | Білорусь | 0     | 0    |
| 2004 (2) | Д3       | «Пінськ-900»        | Білорусь | 13    | 18   |
| 2005     | Д1       | «Німан» (Гродно)    | Білорусь | 22    | 4    |
| 2006 (1) | Д2       | «Хвиля» (Пінськ)    | Білорусь | 8     | 6    |
| 2006 (2) | Д2       | «Мінськ»            | Білорусь | 14    | 4    |
| 2007 (1) | Д1       | «Мінськ»            | Білорусь | 6     | 2    |
| 2007 (2) | Д1       | «Дніпро» (Могильов) | Білорусь | 5     | 2    |
| 2008     | Д1       | «Дніпро» (Могильов) | Білорусь | 17    | 3    |
| 2009     | Д1       | «Дніпро» (Могильов) | Білорусь | 20    | 8    |
| 2010     | Д1       | «Дніпро» (Могильов) | Білорусь | 8     | 4    |
| 2011 (1) | Д1       | «Гомель»            | Білорусь | 11    | 0    |
| 2011 (2) | Д1       | «Дніпро» (Могильов) | Білорусь | 12    | 3    |
| 2012     | Д1       | «Німан» (Гродно)    | Білорусь | 23    | 8    |
| 2013     | Д1       | «Німан» (Гродно)    | Білорусь | 20    | 1    |
| 2014 (1) | Д2       | «Хвиля» (Пінськ)    | Білорусь | 12    | 8    |
| 2014 (2) | Д2       | «Городея»           | Білорусь | 10    | 4    |
| 2015     | Д2       | «Городея»           | Білорусь | 25    | 9    |
| 2016 (2) | Д1       | «Кауно Жальгіріс»   | Литва    | 9     | 0    |
| 2017     | Д2       | «Невежис»           | Литва    | 27    | 9    |
| 2018     | Д2       | «Ліда»              | Білорусь | 26    | 8    |
| 2019     | Д2       | «Білшина»           | Білорусь | 25    | 12   |
| 2020     | Д2       | «Ліда»              | Білорусь | 19    | 5    |

## Досягнення
- Білоруська футбольна вища ліга
  -  Бронзовий призер (1): 2009

- Кубок Білорусі
  -  Володар (1): 2010/11

- Перша ліга Білорусі
  -  Чемпіон (2): 2006, 2019